# Pomatoschistus minutus
Il ghiozzetto minuto (Pomatoschistus minutus) è un pesce di mare appartenente alla famiglia Gobiidae.

## Distribuzione e habitat
Coste dell'Oceano Atlantico tra le coste norvegesi e lo stretto di Gibilterra. È presente anche nel mar Baltico, nel mar Nero e nel nord del Mediterraneo, soprattutto in Adriatico dove è comune.
Vive su fondi sabbiosi a piccole profondità. Essendo eurialino penetra spesso nelle lagune e negli estuari.

## Descrizione
Come tipico membro del Genere Pomatoschistus ha corpo sottile con testa grande, pinne pettorali ampie ed arrotondate, pinna caudale rotondeggiante.
I caratteri che consentono di distinguerlo dai congeneri sono:
- macchietta nera con bordo azzurrino sul lato posteriore della prima pinna dorsale
- color sabbia screziato in vario modo
- il maschio in amore mostra costantemente 4 linee verticali sui fianchi ed ha la pinna anale blu.

Misura al massimo 7,5 cm.

## Riproduzione
Avviene in primavera, il nido viene costruito all'interno di una conchiglia e viene poi vigilato dal maschio.

## Pesca
Ha qualche importanza come pesce da frittura nelle regioni del nord Adriatico.